# Hârtiești
Hârtiești è un comune della Romania di 2 103 abitanti, ubicato nel distretto di Argeș, nella regione storica della Muntenia.
Il comune è formato dall'unione di 4 villaggi: Deaulu, Hârtiești, Lespezi, Lucieni.
Nel 2003 una parte del comune è stata scorporata con la costituzione del nuovo comune di Vulturești.